# Dombila
Dombila est une localité et une commune rurale du Mali de l'arrondissement central de Kati, dans le Cercle de Kati et la région de Koulikoro.

## Villages
La commune s'étend sur 11 localités relevées lors du recensement général de 2009. 
Les villages les plus peuplés sont :
- N'Galamadibi (2 697 habitants)
- Dombila (2 234 habitants)
- Songhho (1 483 habitants)